# Jean IV de Brandebourg
Pour les articles homonymes, voir Jean IV.
Jean IV (V) de Brandebourg (né en 1261 - mort en 1305 après le 10 janvier) fut margrave de Brandebourg de 1286 à sa mort.
Jean IV ou V, fils aîné de Conrad Ier de Brandebourg et de Constance de Grande-Pologne (en) (1246-1281). Son père l'associe au trône dès 1286. Il est le frère d'Othon VII avec qui il règne conjointement à partir de 1291 et de Valdemar corégent en 1304 à la mort de leur père. Il meurt sans alliance ni postérité.

## Source
- Anthony Stokvis, Manuel d'histoire, de généalogie et de chronologie de tous les États du globe, depuis les temps les plus reculés jusqu'à nos jours, préf. H. F. Wijnman, éditions Brill Leyde 1890-1893, réédition 1966, volume III, chapitre VIII « Généalogie des Margraves de Brandebourg. Maison d'Ascanie » . Tableau généalogique n° 7.